# Helene Weigel
Helene Weigel, nemška igralka, * 12. maj 1900, Dunaj, Avstrija, † 6. maj 1971, Berlin, Vzhodna Nemčija.

## Življenje in delo

### Otroštvo in šola
Helenin oče Siegfried Weigel je bil pooblaščenec in kasneje direktor tekstilnega podjetja, njena mati Leopoldine Weigel, rojena Pollak, pa je bila lastnica trgovine z igračami.
Oba sta bila judovske veroizpovedi in pred Heleninim rojstvom sta se iz Moravske preselila na Dunaj. Družina Weigel je živela v judovskem okolišu, od leta 1913 na Berggasse 30, kjer je v hiši številka 19 med drugim deloval Sigmund Freud. Na Helene je imela velik vpliv pedagoginja Eugenie Schwarzwald, ki je ustanovila prvo realno gimnazijo za deklice v Avstriji, s katero so si te lahko pridobile maturitetno izobrazbo. Sabine Kerbis, avtorica biografije Helene Weigel, pravi, da je prav tam pridobljena mešanica gospodinjskih znanj in emancipatornih misli podlaga za Helenino toleranco do Brechtovih nenehnih ljubezenskih afer.

### Pot h gledališču
Po zaključeni igralski izobrazbi na Dunaju je Helene Weigel leta 1919 odšla v Frankfurt na Majni in nato leta 1922 v Berlin. Tam je študirala dramaturgijo pri Maxu Reinhardtu in nastopala v gledališčih Volksbühne in Deutsche Theater, kjer je požela svoje prve uspehe. V tekočem desetletju je odigrala številne pomembne vloge v velikih dramah, na primer Meroe v Kleistovi drami Pentizileja (Penthesilea), Marie v Büchnerjevem Vojčku, Pauline Piperkarcke v Hauptmannovih Podganah (Die Ratten) in Lucinde v Molierovi komediji Zdravnik po sili. Poleg tega v njen repertoar sodijo tudi dela Sofokleja, Shakespeara, Nestroya, Ibsna, Georga Kaiserja in Ernsta Tollerja.

### Srečanje in poroka z Brechtom
Leta 1923 je Helene Weigel spoznala Bertolta Brechta, njun prvi otrok Stefan pa se je rodil tretjega novembra 1924. Desetega aprila 1929, zatem ko se je Brecht ločil od svoje prve žene, operne pevke Marianne Zoff, sta se poročila. Osemnajstega oktobra 1930 se jima je rodila še hči Barbara.
Helene je močno zaznamovala ženske figure v Brechtovih delih, večkrat jih je ustvarjal pod njenim vplivom in po njeni podobi. V krstni uprizoritvi drame Mati, leta 1923, je Helene odigrala glavno vlogo, prav tako tudi v enodejanki Puške gospe Carrar pet let kasneje v Parizu.

### Izgnanstvo
Brechtovi so po Hitlerjevem prevzemu oblasti leta 1933 živeli v izgnanstvu. Kljub trudu Helene v izgnanstvu ni uspelo delovati kot igralka. Vlogo neme Kattrin v drami Mati korajža in njeni otroci je Brecht napisal prav zanjo, z namenom, da bi vlogo lahko odigrala kjerkoli, ne glede na jezikovne prepreke. 
1938 je Helene prvič in zadnjič nastopila na danskem odru  in sicer z igralci iz nemške emigracijske kolonije. Emigracija jo je skupaj z družino nesla dalje preko Švedske in Finske do Združenih držav Amerike. Edini vlogi, ki ju je v Ameriki sprejela »Helli«, kot so jo vsi klicali, sta bili vlogi matere in žene. Brecht je za režiserja Fritza Langa ter njegovo dramo Tudi rablji umrejo (nem. Auch Henker sterben, ang. Hangman Also Die!) skupaj z Johnom Weylwyjem napisal scenarij, v katerem naj bi Helene odigrala stransko vlogo, a si je Lang v zadnjem trenutku premislil. To je pomenilo konec prijateljstva med Brechtom in Langom, ki se zatem nista nikoli več videla. Edina vloga Helene Weigel v hollywoodskem filmu je bila nema vloga v filmu Sedmi križ (Das siebte Kreuz).

### Vrnitev iz izgnanstva in prva leta v Berlinu
Po vrnitvi iz Amerike je Helene Weigel leta 1948 odigrala glavno vlogo v krstni uprizoritvi Brechtove drame Sofoklejeva Antigona (Die Antigone des Sophokles) v švicarskem Churu. Vloga Antigone je bila v tem primeru tudi preizkus njenih igralskih sposobnosti po dolgem premoru. Takrat je bila Helene stara 47 let in s tem pravzaprav že prestara za vlogo Antigone. Igralec, ki je igral Antigoninega ljubimca Hajmona je bil kar dvajset let mlajši. Helene Weigel se spominja: »47-letna Antigona, to je bilo čisto neverjetno! Hajmon je bil dvajset let mlajši in Gauger, ki je igral Kreona, ni bil dosti starejši. Vsi, še posebej pa jaz, smo bili tako naličeni, da je puder povsem prekril razlike v starosti. Ni se nam zdelo, da bo uspelo, ampak na koncu se je kar dobro končalo [...].« Igro so kritiki zelo dobro sprejeli in Sabine Kebir meni, da je za to zaslužna predvsem Helene, opozarja pa na nasproten pogled Brechta. Ta je menil, da je Helene igrala pretirano emocionalno, vendar je kljub temu prepoznal njen pomen pri uspehu predstave. 

#### Postavitev Berliner Ensemble
V istem letu, 1948, sta se Brecht in Helene preselila v vzhodni Berlin, kjer se je s premiero Mati korajža in njeni otroci v Deutsches Theater začela nova doba gledališča. 16. februarja 1949 je Helene postala upravnica gledališča Berliner Ensemble, ki je sodil v sklop gledališča Deutsches Theater. Brecht je po dogovoru z mestno upravo in Združeno socialistično stranko (SED) takoj odpotoval v Avstrijo in Švico, da bi za Berliner Ensemble pridobil gledališčnike, kot so Caspar Neher, Teo Otto, Therese Ghiese in Leonhard Steckel. Hkrati se je trudil pridobiti tudi avstrijski potni list, kar mu je uspelo in leta 1950 sta oba z ženo dobila avstrijsko državljanstvo. 
Do leta 1954 je imela Helene Weigel težko nalogo spraviti Berliner Ensemble na noge, posledično je bila prisiljena vedno znova sklepati kompromise. Pri tem so veliko vlogo igrale podrobnosti iz pogodb, prostorska stiska in točno določanje terminov. Petra Stuber na podlagi izvlečkov iz dopisov in drugih arhivskih dokumentov Helene Weigel kaže, kako ji je s komplimenti, vztrajnostjo in spretnimi nastopi na komisijah in obravnavah vedno znova uspelo uveljaviti interese gledališča Berliner Ensemble. Bila je tako uspešna, da je po ločitvi Berliner Ensemble od gledališča Deutsche Theater smela obdržati prostore za vadno na Reinhardovi ulici.
Skupaj z Brechtom je Berliner Ensemble popeljala do svetovne slave, ki se je začela z gostujočo predstavo v Parizu leta 1954. Za tri predstave Mati Korajža in njeni otroci v Gledališču Sarah Bernhardt je Berliner Ensemble prejel prvo nagrado »gledališkega festivala narodov«. 
1950 je bila Helene Weigel ustanovna članica Nemške akademije za umetnost v Vzhodni Nemčiji, Za združeno socialistično stranko (SED) je leta 1954 kandidirala v parlamentu zvezde države Berlin, in bila trikrat počaščena z nacionalno nagrado Vzhodne Nemčije. Leta 1956 je umrl njen mož Bertolt Brecht.

### Po Brechtovi smrti leta 1956
Helene Weigel je Manfreda Wekwertha, ki ga je Brecht leta 1951 zaposlil kot asistenta, po Brechtovi smrti povišala v glavnega režiserja. Ta je nato poročal o veliki aroganci v Berliner Ensemble, o hudi konkurenci med režiserji ter o konfliktih s Helene Weigel. V pogovoru z Olgo Fedianino pa je Wekwerth povedal, da je Helene že za časa Brechta vodila načrtovanje iger in organizacijo gledališča, »Brecht se skorajda ni vmešaval«. Brez Helene, meni Wekwerth, Brecht ne bi bil zmožen uresničiti ideje o lastem gledališču. 
Leta 1960 je bila imenovana za profesorico in leta 1965 odlikovana s srebrom Domovinskega Reda za zasluge. Ob vdoru držav varšavskega pakta na Češkoslovaško leta 1968 pa je Helene obupala nad Vzhodno Nemčijo. Njen zadnji nastop je bil tretjega aprila 1971, šest tednov pred njeno smrtjo v predmestju Pariza (Nanterre), kjer je odigrala svojo paradno vlogo »Mati« v istoimenski drami. Pokopana je na pokopališču Dorotheenstadt v Berlinu, poleg svojega moža.

## Pomen v zgodovini gledališča
Sabine Kebir vidi Helenine ključne prispevke k evropskemu odru v natančni telesni govorici, ki jo je Helene povsem prilagodila nemški publiki, a je tako precizna, da so drame v tujini prav tako razumljive. Poudarja tudi razvoj igralskih rešitev  za Brechtovo epsko gledališče a Manfred Wekwerth pravi, da sam ni opazil nobenih gledališčnih konceptov, ki bi jih Helene razvila sama, brez pomoči Brechta:
»Helene sploh ni imela ambicij, da bi oblikovala svojo gledališko estetiko ali igralski način. Helene je ustvaril Brecht in vse kar na njej vidite igralskega je Brecht – z njeno pomočjo seveda – pikolvsko dodelal.«

### Helene Weigel kot igralka
Sabine Kebir poudarja Helenino tiho igro kot antitotalitarno nasprotje lažnim obljubam in kričanju politikov v začetku 20. stoletja. Tudi Dieter Wöhrle poudarja posebnost njenega glasu. Njena prva značilnost v Berlinu je bil zagotovo dunajski naglas. Wöhrle citira Wolfa Biermanna, ki »lahko Brechtovo pesem Hvala komunizmu (Lob des Kommunismus) sliši le prek plemenitega, bavarskega glasu Helene Weigel, ki besedilu daje pravo slavo.« Brechtova naklonjenost bavarskim in avstrijskim naglasom je znana. Helene Weigel se je zavedala pomembnosti svojega glasu. V pogovoru s Hansom Bungejem leta 1959 prizna, da je igralka postala zaradi globokega vtisa, ki jo je nanjo naredila neka recitacija, in ne zaradi gledališča samega.
Manfred Wekwerth, ki je s Helene insceniral številne vloge, se spominja, da je bila Helene igralka z visoko toleranco tako za kritiko kot za nasvete. Kljub temu pa pravi, da je bilo sodelovanje med Helene in Brechtom na vajah precej napeto. Brecht naj bi Helene deloma nepopustljivo in brez milosti kritiziral, hkrati pa pričakoval »izjemno hitre igralske rešitve.« Brecht naj bi pri tem premagal vsaj dve Helenini šibki točki, in sicer njeno tendenco, govor ene vloge prenesti na drugo in njeno pretirano nagnjenost k joku, tako na odru kot doma.